# Ольга Гавлова
Ольга Гавлова (Шплічалова; 11 липня 1933 р. У Празі — 27 січня 1996 р. У Празі) — перша дружина Вацлава Гавела, останнього президента Чехословаччини та першого президента Чеської Республіки.

## Молодість
Ольга Шплічалова (дошлюбне прізвище) народилася в Жижкові, одному з найжорсткіших, робітничих районів Праги, в робітничій родині. Її батьки розлучилися, коли їй було шість років. У багатодітній родині, в тому числі в сім'ї старшої сестри Ольги Ярослави (самотня мати п'яти дітей), будь-яка вільна рука була корисною. Тому очевидно, що Ольга з дитинства піклувалась про своїх молодших племінниць та племінників. Ольга проводила багато часу в бібліотеках, де здобула свою сильну любов до літератури. Хоча життя її сім'ї було скромним, мати Ольги досить часто водила дітей у кіно та театр. Закінчивши середню школу, Ольга стала стажисткою на фабриці « Tomáš Baťa», де пізніше офіційно працевлаштувалась. У процесі роботи над швейною машиною вона втратила чотири пальці лівої руки.
Коли їй було близько двадцяти, вона була захопленою любителькою театру і відвідувала уроки драми професора Ліді Вегенер. Разом з іншими своїми учнями вона виступала в аматорському театральному виставі в Дівадло на слупі. Протягом 1950-х вона пройшла ряд різних робочих місць. Дівчина працювала бухгалтером, зберігачем магазину, торговим помічником.
На початку 1950-х Ольга познайомилася з Вацлавом Гавелом у кіно, що в Кафе Славія і вийшла за нього заміж у 1964 році. Протягом 1960-х її чоловік став шанованим автором як вдома, так і в Європі. У другій половині 60-х років він — як письменник і дописувач культурних журналів — був задіяний у процесі демократизації, зокрема у галузі культури. Він виступав за свободу слова, незалежність культури, повернення повноцінних громадянських прав. Протягом 1961—1967 років Ольга Гавел працювала в театрі Divadlo Na zábradlí (Театр на Балюстраді), де Вацлав також був активним до 1968 року. Вацлав Гавел не приховував того факту, що, незважаючи на різноманітність особистостей та сімейного оточення, а також на всі звичні життєві проблеми та кризи, Ольга для нього багато значила. Він був здивований, як швидко ця, здавалося б, звичайна молода жінка з Жижкова стала частиною празького інтелектуального середовища 1950-х і 1960-х, що була уважним першим читачем і критиком його нарисів і драматичних творів, цінним прихильником і співпрацівником у важких років Хартії 77, а також надійною дружиною протягом усього життя.
У 1967 році Гавел придбав заміський маєток у передгір'ї під назвою Храдечек. Пізніше, коли Вацлав Гавел поступово втрачав можливості знайти роботу, пара переїхала до свого котеджу і практично там прожила до листопада 1989 року. Ольга Гавел, пристрасний поціновувач грибів та природи, закохалася в місце так само, як і її чоловік. Жінка захоплювалася садівництвом і водила своїх собак на довгі прогулянки до лісу.

## Після вторгнення до Чехословаччини 1968
До революції в 1989 р. Вацлав Гавел не міг публікувати, театрам не дозволяли ставити п'єси, і його поступово витісняли з громадської культурної діяльності, таким чином він ставав одним із найвидатніших дисидентів. Як борця проти тоталітарного режиму його переслідувала таємна поліція (Státní bezpečnost), його часто затримували, допитували і врешті ув'язнили. Ольга Гавел завжди була підтримкою свого чоловіка; вона підтримувала його у всіх його дисидентських заходах, і вона також була залучена до них. Після того, як чоловіка засудили до чотирьох з половиною років ув'язнення Ольга Гавел разом зі своїм тестем Іваном Гавелом взяли на себе обов'язки у самвидаві, яким раніше керував Вацлав.
Ольга Гавел була адресатом інтелектуально глибоких, філософсько-екзистенційно тонованих листів, що надсилалися Вацлавом Гавелом у 1979—1983 роках із в'язниці. Деякі з них були призначені не лише їй, а й філософсько налаштованому колу друзів, з якими він через листи намагався продумати різні речі, а вони, в свою чергу, намагалися допомогти йому залишатися інтелектуально активним. Добірка цих листів, є однією з найважливіших книг Вацлава Гавела, вперше опублікованій у 1983 р. У виданні Експедиція. Ольга також організовувала зустрічі, роздавала рукописи та брала участь у заходах «Хартії 77».
У важкі роки невпевненості, переслідування та ув'язнення чоловіка Ольга повною мірою і з радістю використала можливість вирватися з труднощів повсякденного життя, приєднавшись до Хробки, кола друзів, що організовували різні гумористичні заходи. Вацлав Гавел точно охарактеризував це коло: «На початку 1980-х років мене — як і кількох моїх друзів — ув'язнили, умови зовні були суворими, і тому Хробка був створений як спосіб самозахисту; це була весела громада ув'язнених дисидентів». Ольга незабаром стала одним із організаторів різноманітного спектру культурних та соціальних заходів, і тому вона повернулася до своїх творчих інтересів із років аматорського театру.
У 1987 році Ольга була співзасновником Originální Videojournal, журналу відеовидання, який фіксував фотографії про діяльність інакомислення та відкрито інформував про сучасну політичну та культурну ситуацію в Чехословаччині. Вона активно працювала в журналі і зосереджувалась головним чином на екологічній тематиці. Наприкінці 1985 року вона започаткувала журнал ''O divadle'' (Про театр), і як член редакції вона допомагала переважно з економічних та виробничих питань.

## Після листопада 1989 р

### Комітет доброї волі— Фонд Ольги Гавлової
Будучи дружиною першого чехословацького демократичного президента після лютого 1948 року, Ольга Гавлова посилено зосередилась на благодійній діяльності. В епоху новонародженої демократії вона була піонером благодійності в країні. На початку 1990 року вона та її друзі з «Хартії 77» заснували Комітет доброї волі — один із перших подібних проектів у Чехословаччині. У 1992 році вона заснувала Фонд Ольги Гавлової, і члени Комітету доброї волі стали членами правління фонду, а Ольга — головою. Основна мета Комітету доброї волі — Фонду Ольги Гавлової (ФОГ) — допомогти людям з обмеженими фізичними можливостями, покинутим або приниженим, їх інтеграцію в суспільство. Діяльність Фонду незабаром стала відомою за кордоном. У деяких країнах Європи сестринські організації були створені для підтримки основних цілей Фонду. Ольга відвідала нові центри для дітей з множинними вадами, щоб дізнатися, що може полегшити їхнє життя. Її часто бачили серед громадян похилого віку та дітей з обмеженими можливостями. Вона була зацікавлена у перетворенні лікарень на некомерційні, неурядові організації та закликала міністрів підтримувати організації суспільства, які працюють у соціальній сфері. Вона заслужила повагу світових політиків та діячів культури. Також познайомилася з видатними особистостями в Європі та поза нею; разом з Крістіане Герцог, дружина президента Німеччини, вона організувала допомогу дітям із муковісцидозом.

### Премія ім. Ольги Гавел
На п'яту річницю створення ФОГ Ольга вирішила вручити нагороду особі з інвалідністю, яка допомогла покращити умови життя інших інвалідів. Ця премія присуджується щорічно у травні. Ольга взяла участь лише в першій церемонії нагородження, оскільки померла в січні 1996 року. Одним з проектів премії Ольги Гавел є сприяння громадським об'єднанням, які гідно надають соціальні та медичні послуги, використовуючи нові форми соціальних послуг. Для ФОГ церемонія — це також можливість віддати належне своїм значним жертводавцям та співпрацівникам.

### Останні роки та смерть
У 1991 році Північний фонд Stiftelsen Arets Budeje нагородив Ольгу Гавел престижною премією «Жінка року 1991». У 1995 році Ольга отримала медаль «Přemysl Pitter» і стала Жінкою року 1995 в Чехії. Ольга Гавел присвятила останні роки свого життя невтомному будівництву громадянського суспільства. У 1995 році Ольга, за даними громадського опитування, була найзначнішою жінкою Чехії, і вона стала відомою навіть за кордоном. Завдяки їй питання про інвалідів перестало бути «непристойною темою».

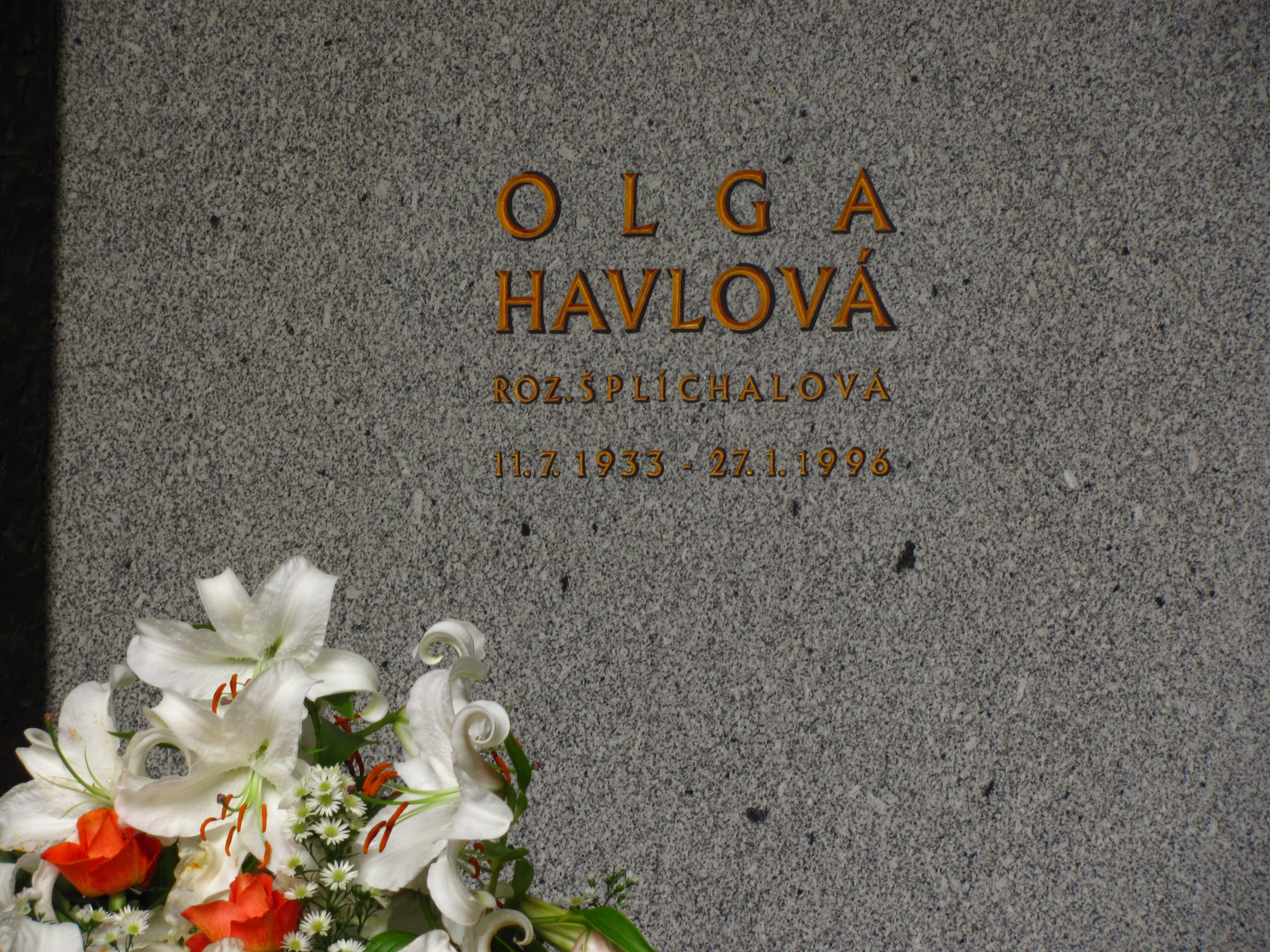

Ольга Гавел померла від раку 27 січня 1996 року. Її смерть глибоко вразила всю націю. Люди стояли в довгій черзі, щоб вшанувати її, поклали квіти до каплиці на південному крилі Празького замку. Вона похована в гробниці родини Гавел на празькому кладовищі Виногради.
У 1997 році Ольга Гавел була нагороджена орденом Томаша Гарріга Масарика за видатний внесок у демократію та права людини.  З 1996 року, на підставі схвалення президента Вацлава Гавела, середня школа в Остраві-Порубі носить почесне звання — Ольга Гавел Гімназіум. У 2014 році офіційно названо її іменем Академію бізнесу, спеціалізовану школу та практичну школу в Янске Лазне, яку відкрила Ольга Гавель у 1994 році.
Ольга Гавел не залишила ні листів, ні книги спогадів. Люди можуть дізнатися про її життя з книг Павла Косатика чи Гелени Маркової та інших текстів. У 1993 році документальний фільм був зроблений у циклі ГЕН — Галерея еліти нації, у 2006 році — з нагоди 10-ї річниці її смерті — документальний фільм Пані Ольга (Lady Olga) з циклу Příběhy slavných (Історії відомих). У 2014 році режисер Мирослав Янек зняв документальний фільм OLGA, який був нагороджений у номінації «Найкращий документальний фільм» на 22-й кінопремії «Чеський лев» (Чеський лев). У 2010 році на будівлі, де знаходиться Комітет доброї волі (Прага, Senovážné náměstí 2), було відкрито пам'ятну дошку; з 2012 року нова вулиця у Жижкові-Вацкові носить ім'я Ольги Гавел.